# Clematis grandidentata
Clematis grandidentata är en ranunkelväxtart som först beskrevs av Alfred Rehder och E.H. Wilson, och fick sitt nu gällande namn av Wen Tsai Wang. Clematis grandidentata ingår i släktet klematisar, och familjen ranunkelväxter. Utöver nominatformen finns också underarten C. g. likiangensis.